# Craig Ellwood

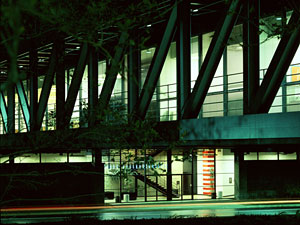
Le bâtiment du collège de dessin du centre artistique de Pasadena, œuvre de Craig Ellwood.

Craig Ellwood (22 avril 1922–30 mai 1992) était un influent architecte américain de Los Angeles. Il a participé au Case Study Houses program. 
Il s'agissait d'un programme de logements fonctionnels et économiques, pour répondre à une demande sans précédent : le retour au pays de centaines de milliers de soldats américains à la fin de la Seconde Guerre mondiale.
Il a également conçu un bungalow de style moderniste dans les années 1950 au château Marmont.

## Articles et catégories connexes
- Case Study Houses
- (en) Modernist architecture
- (en) Housing in the United States
- (en) Landmarks in Los Angeles